# Pesochnica
Pesochnica o Pesochnitsa (en búlgaro: Песочница) es un pueblo en el noroeste de Bulgaria. Se encuentra ubicado en el municipio de Berkovitsa, provincia de Montana.

## Geografía
Pesochnica está situado entre colinas a las orillas de un pequeño arroyo llamado Pescaitsa. 
El verano es tranquilo y fresco, y el invierno es suave con pocas excepciones. 
Las colinas situadas al sur, este y oeste están cubiertas de diferentes tipos de frondosas. En las proximidades del pueblo existen dos árboles centenarios en los terrenos de “Chukata” y “Bopilitsa”. 
La diferencia entre la parte más alta y la parte más baja del pueblo es de alrededor de 100 metros.

## Historia
Existen evidencias de la existencia de Pesochnica desde cuando Bulgaria fue ocupada por el Imperio Otomano. Incluso es probable que el pueblo existiese ya al final del Segundo Imperio Búlgaro. Existen registros fiscales turcos de finales del siglo XV y comienzo del siglo XVI que muestran el pago de impuestos por parte de los habitantes de Pesochnica.
En el periodo de dominación otomana no había ningún habitante turco en el pueblo (según el historiador G. Milchev). Había solo dos o tres familias ‘cherkesas’, pero el pueblo no fue muy hospitalario con ellos y los habitantes no fueron agradables tanto con esta nueva gente de tan diferentes costumbres, como con los invasores. Cuenta una leyenda que en el pueblo se escondían luchadores por la liberación de Bulgaria que ilegalmente vivían en los bosques. Se sabe que uno de ellos estuvo prisionero en Niš porque había robado al transporte con los impuestos turcos. En su estancia en la cárcel fue llamado por el gobernador de Vidin y le encomendó la misión de llevar la caravana con los impuestos y, si lo conseguía, le daría una gran extensión de tierras, si no, lo mataría. Después de un viaje de alrededor de tres años a la actual Estambul volvió y el gobernador le dio lo prometido, una extensión donde en la actualidad se encontraría Pesochnica. Años más tarde su hijo despilfarró muchas de estas propiedades porque le encantaba la rakia (típico licor búlgaro). Por una zamarra vendió dos campos de cultivo. El primero de ellos lo vendió para conseguir la zamarra, pero se emborrachó y alguien se la robó. Al día siguiente le vendieron de nuevo la zamarra a cambio del segundo terreno (así es la vida). 
Pero no solo luchadores de Pesochnica, sino también más gente de los pueblos vecinos, trataban de robar los impuestos turcos y es por eso que en la actualidad hay gente que intenta encontrar tesoros enterrados en la región, por lo que excavan en las tierras de la gente.
Existe un manantial llamado “хайдушкото кладенче” (Haidushkoto kladenche) que aún ahora se encuentra escondido en el bosque y es difícil de encontrar.
En alguna parte en este periodo nació Anto Giorgiev (el primer presidente del primer Parlamento Búlgaro), que sería elegido por ser el mayor de todos ellos hasta que finalmente se eligió al definitivo. Él nació en 1778 y murió en 1880, siendo enterrado en Pesochnica.
En el periodo de dominación turca, Pesochnica era un municipio búlgaro y después de la liberación permaneció siéndolo. Será a partir de 1944 (comienzo del régimen comunista) cuando Pesochnica pasa a formar parte de otro término municipal.
Muchos habitantes del pueblo tomaron parte en las Guerras de Unificación en Bulgaria donde muchos de ellos resultarían muertos.
El modo de vida del pueblo era básicamente la ganadería (aproximadamente 3500 ovejas, unas 600 cabras, 150 vacas y sobre 30 búfalos), la agricultura (cultivando todo tipo de verduras necesarias para el autoconsumo), apicultura y aprovechamiento maderero. Años antes existía también la minería (entre Pesochnica y Mezdreia hay una mina de hierro y alguna de carbón) y  cultivo de la vid (cuentan historias que la gente de las llanuras robaba las uvas al pueblo, mientras que los habitantes del pueblo robaban a cambio el trigo que ellos producían).
A mediados del siglo XX se empezó a desarrollar el cultivo de fresas, se llegaron a producir cientos de toneladas de estas.
En 1944 el bosque pasó a ser propiedad estatal y se formaron algunas cooperativas, después de lo cual muchos habitantes abandonarían el pueblo y se mudarían a diferentes partes de Bulgaria.
Se cree que en el pueblo existía una iglesia durante el periodo de ocupación turca. Hay evidencias de que una iglesia fue construida en 1861, pero los más mayores cuentan que antes de esta existía ya otra. La actual iglesia se construyó entre los años 1934 y 1939. Todas las iglesias se dedicaron a “Cвети Георги Победоносец” (San Jorge Triunfador).
Al lado de la vieja iglesia había una escuela en la que estudiaban no solo alumnos de Pesochnica, sino también de las aldeas vecinas (Zamfirovo, Draganitsa, etc). Esta escuela continuó activa hasta 1937, permaneciendo allí algunos años hasta que se cayó. Después de esto se construyó otra para estudiantes de primaria donde también se proyectaban películas. Sería destruida en 1971.
En esta época existía también un pequeño centro cultural y una biblioteca que permaneció abierta hasta 1992. La primera radio en el pueblo se pudo escuchar a comienzos de la Seguna Guerra Mundial en la tienda-bar del pueblo.
Existía también un equipo de fútbol, pero posteriormente se uniría al equipo del pueblo de Mesdreiá porque los partidos entre ambos equipos eran de mucha rivalidad y a veces se producían accidentes desagradables. Tras esto se constituyó un equipo muy competente a nivel local. El equipo se desintegró en 1967.
El éxodo de gente del pueblo comenzó en 1950 y la gran depresión tendría lugar después de la formación de las cooperativas en 1958 y del paso de las tierras a manos estatales, contratando a la gente para trabajarlas y pagándoles sueldos muy bajos. Empezaría así la decadencia del pueblo.
A pesar de esto hubo gente que empezó a construir sus casas en el pueblo y a vivir en él, por lo que coexisten con antiguas casas, algunas de ellas de hace unos 200 años.
Esto es más o menos una breve descripción de la historia del pueblo.

## Enlaces
- Sitio oficial Pesochnica
- Nuevo sitio oficial